# 為替会社
為替会社（かわせがいしゃ）は明治期、維新政府の主導で設立された金融機関。現在の銀行および株式会社の先駆けと言われる。
維新政府は1869年、内外産業振興を目的に、為替会社・通商会社の設立を推進し、1871年『会社弁』（福地源一郎）を発行するなどして会社知識の普及を図った。為替会社は「bank」の最初の日本語訳とも言われる。主要業務は紙幣（為替会社札）の発行、通商会社に対する融資などが期待された。
主要な豪商による出資、政府からの太政官札による融資などを元手に、東京・横浜・京都・大阪・神戸・大津・新潟・敦賀の8箇所に設立され、紙幣発行、民間融資、預金の受託、為替業務、両替などを行ったが営業は不振で、1872年に国立銀行条例が制定されると横浜為替会社が第二国立銀行になったのを除いてすべて解散した。